# Rebutia albiflora
Rebutia albiflora ist eine Pflanzenart in der Gattung Rebutia aus der Familie der Kakteengewächse (Cactaceae). Das Artepitheton albiflora leitet sich von den lateinischen Worten albus für ‚weiß‘ sowie -florus für ‚-blütig‘ ab.

## Beschreibung
Rebutia albiflora wächst mit kugelförmigen, hellgrünen Körpern und bildet Gruppen. Die Körper erreichen Durchmesser von 1,8 bis 2,5 Zentimeter und besitzen Faserwurzeln. Die 14 bis 16 Rippen sind deutlich in Höcker gegliedert. Es sind etwa 5 weiße, an der Spitze etwas dunklere Mitteldornen vorhanden. Die bis zu 15 weißen Randdornen werden bis 5 Millimeter lang.
Die weißen Blüten haben einen mehr oder weniger rosafarbenen Mittelstreifen. Sie erreichen Durchmesser von bis zu 2,5 Zentimetern. Das Perikarpell und die Blütenröhre sind mit weißen Borsten besetzt. Die kleinen, verlängerten Früchte sind bronzefarben bis rötlich grün.

## Verbreitung und Systematik
Rebutia albiflora  ist in Bolivien im Norden des Departamento Tarija  verbreitet.
Die Erstbeschreibung wurde 1963 von Friedrich Ritter und Albert Frederik Hendrik Buining veröffentlicht. Nomenklatorische Synonyme sind Aylostera albiflora (F.Ritter & Buining) Backeb. (1963) und Rebutia pulvinosa subsp. albiflora (F.Ritter & Buining) Hjertson (2003).

## Nachweise